# Toufflers
Toufflers (Nederlands: Toflaar) is een Franse gemeente in het Noorderdepartement (Frans: département du Nord) in de regio Hauts-de-France. De gemeente telde op 1 januari 2022 3.964 inwoners en maakt deel uit van het arrondissement Rijsel.

## Geografie
De oppervlakte van Toufflers bedroeg op 1 januari 2022 2,39 vierkante kilometer; de bevolkingsdichtheid was toen 1.658,6 inwoners per km².

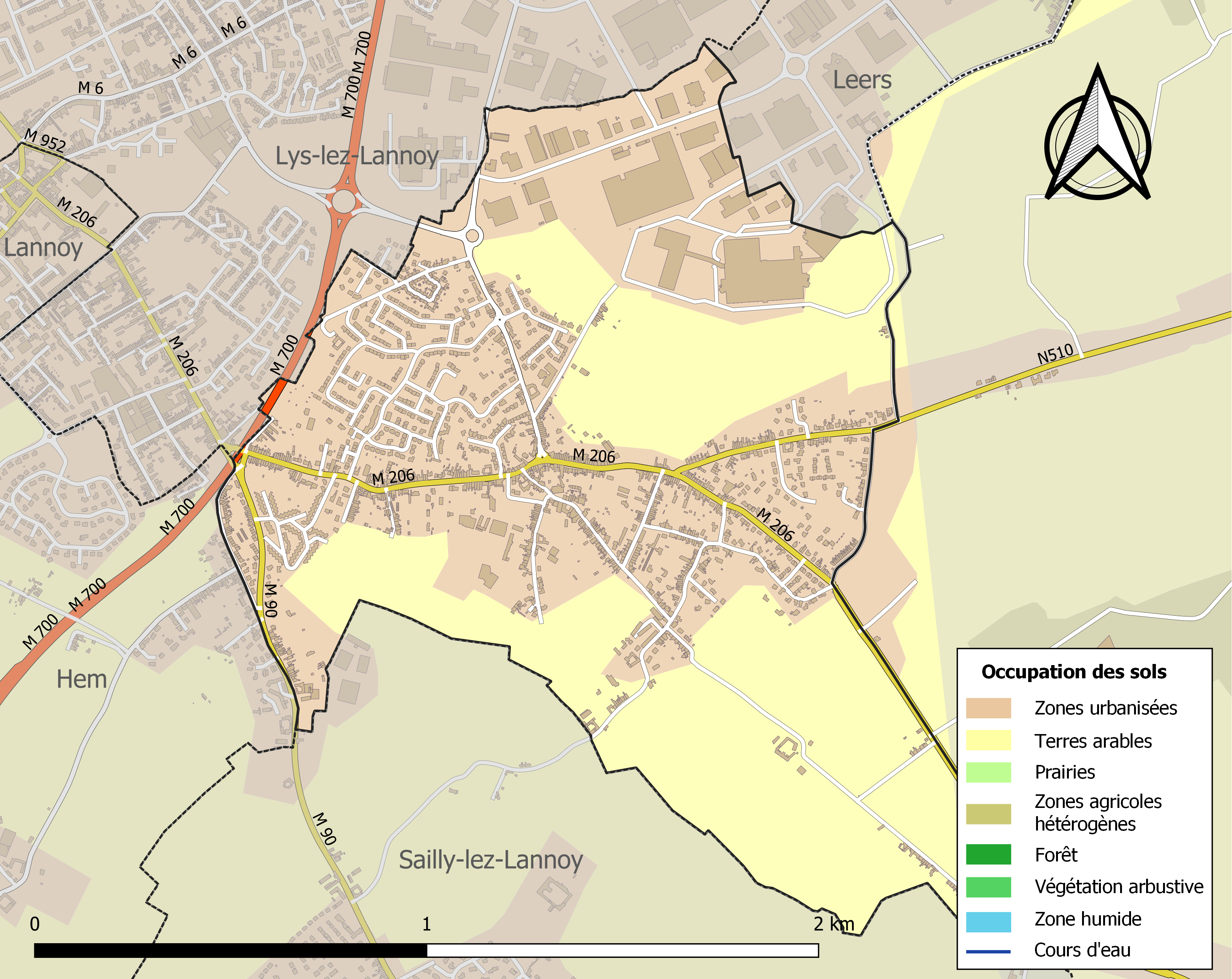
Kaart van de gemeente met belangrijkste infrastructuur, bodemgebruik en omliggende gemeenten

## Bezienswaardigheden
- De Église Saint-Denis
- Op de begraafplaats van Toufflers bevinden zich acht Britse oorlogsgraven van gesneuvelden uit beide wereldoorlogen.

## Natuur en landschap
Toufflers ligt aan de zuidoostrand van de agglomeratie van Roubaix. In het oosten ligt de Belgisch-Franse grens. De hoogte bedraagt ongeveer 39 meter.

## Demografie
Onderstaande figuur toont het verloop van het inwonertal (bron: INSEE-tellingen).

## Nabijgelegen kernen
Lys-lez-Lannoy, Lannoy, Sailly-lez-Lannoy, Templeuve, Néchin